# 1921 في إيطاليا
فيما يلي قوائم الأحداث التي وقعت خلال عام 1921 في إيطاليا.

## ظهور
- 1 يناير – توراندوت
- 1 يناير – ستة شخصيات تبحث عن مؤلف

## مواليد

### يناير
- 1 يناير – ريجينا بيانكي ممثلة إيطالية.
- 16 يناير – جوسيبي مورو لاعب كرة قدم إيطالي.
- 23 يناير – سيلفيو غازانيغا نحات إيطالي.
- 28 يناير – أوميرو كارمليني لاعب كرة قدم إيطالي.
- 30 يناير – كارميلو دي بيلا

### فبراير
- 1 فبراير – تيريزا ماتي
- 18 فبراير – ألفريدو مارتيني دراج إيطالي.

### مارس
- 6 مارس – رومولو ألزاني لاعب كرة قدم إيطالي.
- 12 مارس – جياني أنيللي رئيس نادي يوڤنتوس السابق.

### يونيو
- 14 يونيو – أرتورو سيلفيستري لاعب ومدرب كرة قدم إيطالي.

### يوليو
- 26 يوليو – أميديو أماداي لاعب كرة قدم إيطالي.

### أغسطس
- 24 أغسطس – أركولي رابيتي لاعب ومدرب كرة قدم إيطالي.

### سبتمبر
- 20 سبتمبر – كارلو بارولا لاعب ومدرب كرة قدم إيطالي.
- 21 سبتمبر – غيدو برناردي درّاج طريق إيطالي.

### أكتوبر
- 27 أكتوبر – ليوناردو كوستاليولا لاعب ومدرب كرة قدم إيطالي.

### نوفمبر
- 16 نوفمبر – إدموندو فابري لاعب ومدرب كرة قدم إيطالي.
- 22 نوفمبر – جوزيبي دلفينو مسايف إيطالي.

### ديسمبر
- 2 ديسمبر – أرماندو بيفيرلى درّاج طريق إيطالي.

## وفيات

### أغسطس
- 2 أغسطس – إنريكو كاروسو (مواليد 1873)

### ديسمبر
- 29 ديسمبر – جيوفاني أميليو (مواليد 1854)